# Élection présidentielle américaine de 1932 au Texas
L'élection présidentielle américaine de 1932 au Texas a lieu le 8 novembre 1932 comme dans les 47 autres États qui composent alors les États-Unis. Les électeurs texans choisissent des grands électeurs pour les représenter dans le collège électoral à travers un vote populaire. Le Texas dispose en 1932 de 23 grands électeurs. L'État donne l'ensemble de ses grands électeurs au candidat du Parti démocrate, le gouverneur de l'État de New York Franklin Delano Roosevelt. 
Le candidat vainqueur de ce scrutin dans tout le pays sera également Roosevelt qui occupera la présidence des États-Unis du 4 mars 1933 à sa mort le 12 avril 1945, ayant été réélu en 1936, 1940 et 1944. 